# Астрофитум звёздчатый

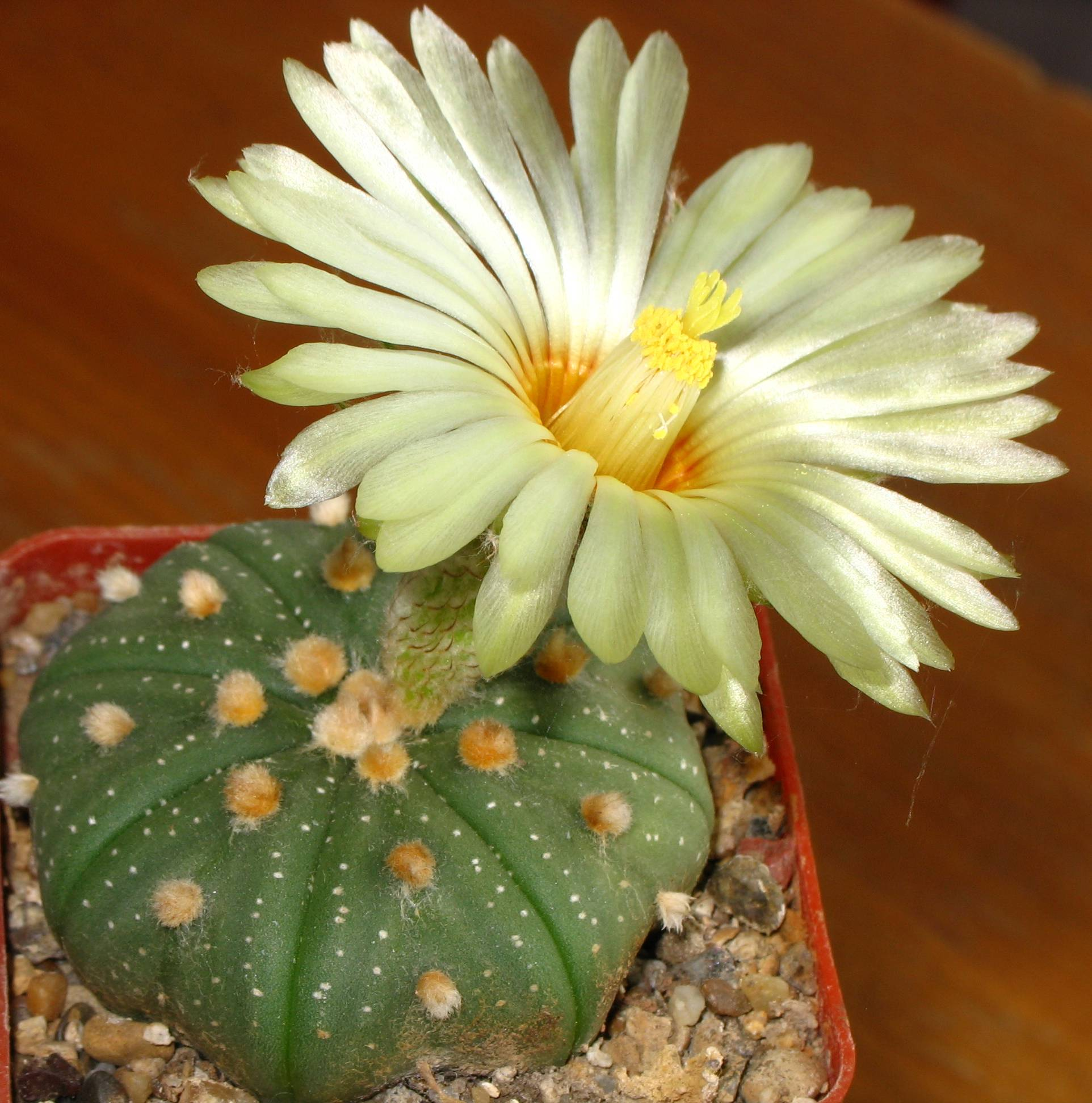
Цветущий Астрофитум звёздчатый

Астрофитум звёздчатый (лат. Astrophytum asterias), Астрофитум астериас — суккулент из рода Астрофитум.
Места обитания — каменистые (нередко засоленные) полупустыни Техаса и мексиканских штатов Идальго и Тамаулипас, на высоте 150—200 м над уровнем моря, иногда в прибрежной полосе. В период засухи растения сильно высыхают; после дождей, которые начинают выпадать в Тамаулипасе с мая, наливаются и зацветают.
Считается, что популяция в Нуэво Леон (Мексика) критически истощена сборщиками.

## Биологическое описание
Тело уплощённое, до 15 см диаметром (в оконной культуре — меньше), до 8 см в высоту; тёмно-зелёное, глянцевое. В чистом виде поверхность покрыта россыпями белых точек. 6—10 (чаще 8) рёбер — прямые, совершенно плоские, с чётко прорисованными вертикальными бороздками между ними (в гибридных формах наблюдаются острые грани рёбер). Ареолы диаметром 5—7 мм (у взрослых экземпляров), колючки отсутствуют (наличие колючек — признак гибридизации). Цветки жёлтые, с красным зевом, 3—4 см в длину и 4—7 см в диаметре.
Растения автостерильны, для опыления требуется как минимум два цветущих экземпляра.

## В культуре

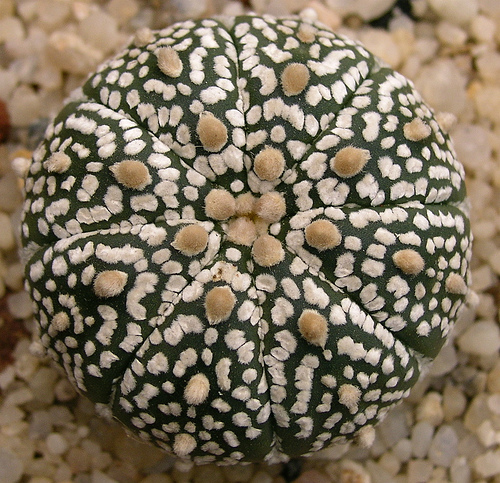
Astrophytum asterias 'Super Kabuto'

Относительно прост в оконной и тепличной культуре. В комнатной культуре средней полосы РФ, при сухой и умеренно-холодной зимовке (10-12°С), цветут в июле-сентябре. Как и все «голые» (не опушённые и лишённые колючек) виды, чувствителен к прямым лучам весеннего солнца — при переводе на летний режим требуется притенять растения. Размножение — только семенами, условия размножения — обычные для кактусов пустынь и полупустынь.
Имеется множество искусственных форм, поскольку вид легко гибридизируется с другими видами рода.

## История открытия
Растение было найдено бароном Карвинским случайно. Погнавшись за шляпой, которую унёс ветер, Карвинский наткнулся на кактус, который ещё не был известен. В 1843 году растение было доставлено в Мюнхен, где успело порадовать ботаников своим цветением прежде чем погибло и было мумифицировано. Этот экземпляр был описан в 1845 году Герхардом Цуккарини как Echinocactus asterias.
Повторное открытие было сделано Фричем лишь 80 лет спустя, когда в 1923 году он обнаружил несколько экземпляров в ботаническом саду в Мексике, и только после 1923 года астрофитумы этого вида появились в Европе.